# Laurie Strode
Cynthia Myers Laurie Strode (1961. február 22.) néven ismert karakter a Halloween-filmekből. Állandó megszemélyesítője az eredeti filmben és annak folytatásaiban Jamie Lee Curtis.

## Életrajz

### Korai évek
Cynthia Myers volt, a legfiatalabb Donald és Edith Myers gyermekei közül. 1961-ben született, majd 1963-ban amikor még csak kétéves volt, a hatéves bátyja Michael megölte nővérüket. Ezután a fiút elszállították a Smith Grove-i elmegyógyintézetbe. Mikor Cynthia még kisebb volt szüleivel meglátogatták Michaelt az intézetben.
1966. január 3-án a szülők autóbalesetben elhunytak. Cynthiát gyermek otthonba vitték. Morgan és Pamela Strode fogadták őt örökbe, és megváltoztatták a nevét Laurie Strode-ra. Laurie végül elfelejtette a családját.

### 1978
1978-ra, Laurie jószívű és kedves 17 éves lánnyá cseperedett. Legjobb barátnőivel Annie Brackettel, és Lynda Van Der Klokkal a Haddonfieldi Iskolába jártak. Október 31-én ingatlanos apja Mr. Strode megkérte hogy csúsztassa be a Myers ház kulcsát a házba. Az irodalom órán az ablakból látott egy maszkos férfit aki őt figyeli. Később barátnőivel indult haza, a maszkos férfi pedig mindenhová követte. 
Aznap este Laurie a Doyle lakásban, barátnője Annie pedig a szemben lévő Wallace lakásban bébiszitterkedett. Annie megkérte hogy vigyázzon a kis Lindsey-re, amíg ő Paul-al a barátjával randevúzik. Amikor Annie beszállt a kocsiba Michael felbukkant, megtámadta majd megölte őt. Aznap, végzett Laurie másik barátnőjével Lyndával és annak barátjával Bobbal is. Laurie különösnek találta hogy barátai nem jelentkeznek ezért lefektette a gyerekeket, majd átment a Wallace lakásba. Megtalálta barátai holttestét, és Michael megtámadta de sikerült visszamenekülnie a Doyle házba. Szólt a gyerekeknek hogy bújjanak el, amikor megjelent Michael, de Laurie beleszúrt a nyakába egy kötő tűt. Felment a gyerekekhez hogy megnyugtassa őket, de a lépcsőn megjelent Michael. Laurie elrejtette a gyereket majd maga is elrejtőzött, de Myers megtalálta. Laurie beleszúrt a szemébe egy vállfával majd beleszúrt egy késsel. Megkérte a gyerekeket hogy figyelmeztessék a szomszédokat. Megjelent Dr. Loomis, épp akkor mikor Myers felkelt és dulakodott Laurie-val. Hatszor belelőtt Michael-be aki leesett az ereszről. 
Mikor Loomis kinézett Michael nem feküdt holtan a füvön.

### A Haddonfieldi Kórházban történt mészárlás
Az események után, Laurie-t kórházba szállítják. Rettegett hogy eljön érte a ,,mumus" de Dr. Mixter megnyugtatta és elaltatta. Ébredése után Laurie megtudja hogy a férfi aki követte és meg akarta ölni az Michael Myers volt. Mrs. Alves főnővér elmondta neki, hogy nem lehet elérni a szüleit telefonon.
Jimmytől Laurie később megtudta hogy Michael Myers autóbalesetet szenvedett (igazából Ben Tramer). Laurie pánikba esett és megpróbált elmenekülni, de a dolgozók tovább nyugtatták. Eszméletlen állapotba került amiben azt álmodta hogy anyja elmondja neki, hogy örökbe fogadták. Amikor visszanyerte eszméletét, elkezdett gondolkodni ezen az álmon, cseppet sem sejtvén hogy Myers a bátyja. Michael eközben megtalálta Laurie-t a kórházban és minden ott dolgozót megölt hogy a lány közelébe jusson. Megtalálta húga kórházi szobáját, de Laurie-nak sikerült elmenekülnie. 
Michael végül megtalálta de sikerült elmenekülnie előle. Elrejtőzött a kórház udvarán lévő egyik autóba, ahol Jimmy is csatlakozott hozzá, de meghalt az agyrázkódás miatt, amit korábban szenvedett.
Laurie megpróbálta elindítani az autót, de sikertelenül. Aztán látta Dr. Loomis-t asszisztensévél Marion Chambers-el és egy marshall-lal belépnek a kórházba. Michael ismét felbukkant de Laurie bejutott a kórházba. Dr. Loomis több lövést adott le rá de Myers felállt és követte őket
Marion eközben telefonált a rendőrségnek.
Laurie és Loomis menedéket talált egy vizsgáló teremben. Michael betört, de Loomis belelőtt a szemébe és szólt Laurie-nak hogy menjen ki. Eközben kinyitogatták a gáz-csapokat. Miután Laurie kiment Loomis felrobbantotta a kórháztermet. Nem sokkal később megérkeztek a mentősök és a rendőrök, és a ,,túlélő lányt’' elszállították egy másik kórházba.

### 20 évvel később (1998)
20 év telt el a szörnyű, Haddonfield-i események óta. Laurie nevet változtatott és egy előkelő magániskolát igazgat Észak-Kaliforniában. Egy fia született akit szigorúan nevel.
A múltbéli trauma alkoholistává tette. Titkos viszonyt folytatott az iskola tanácsadójával Will Brennanal.
1998. október 31-én Laurie és Will úgy döntöttek együtt ebédelnek, ezért a városban találkoztak. Elmondta a férfinak, hogy ő minden gyógyulási módszert kipróbált de semelyik sem tudta, elfeledtetni az 1978-as Halloween-t... Az étkezés után Laurie összetalálkozik fiával Johnnal és annak barátjával, sejtvén hogy kiszöktek. John és Laurie összeveszett, ezután pedig visszatértek a Wildcresti iskolába. Laurie átgondolta fia szavait és engedélyezte hogy elmehessen a Yosemiti kirándulásra. De John előre lebeszélte barátaival hogy ők négyen ott maradnak az iskolában. Laurie eltölt Willel egy kellemes romantikus vacsorát, amin elmondja ki is ő valójában. Eközben John barátaival vacsorázik. Felbukkan Michael hogy befejezze a munkáját...
Megöli John két barátját: Sarah-t és Charlie-t, majd Willt is. A film végén Laurie ,,lefejezi" Michaelt egy baltával.

### Grace Anderson Szanatórium (2001)
,,Nem sikerült, Michael! Tudni akarod miért?
Mert már nem félek tőled! És te? Te félsz tőlem? Félsz meghalni Michael?"
-Laurie Strode idézete
3 év telt el a Summer Glen-i események óta.
Laurie-t elmegyógyintézetbe zárták mert, nem bátyját hanem egy mentőst fejezett le. Michael eltörte a mentős gégéjét majd feladta rá a ruháját és a maszkját. Mindenki azt hitte hogy katatoni állapotba került. Titokban a gyógyszereket amiket kapott egy rongybaba hátuljába rakta. 
Laurie három évig várta hogy, Michael eljöjjön érte, folyamatosan az ablakot figyelte. Többször felment a tetőre csapdát állítani bátyjának, míg az orvosok azt hitték azért ment fel hogy öngyilkosságot kövessen el.
Végül 2001. október 31-én Michael megjelent a Szanatóriumban. Betört Laurie szobájába, de húga meg tudott szökni előle a tetőre. Bevált a csapda. Michael a bokája alá süllyedt. Laurie elkezdte vágni a kötelet ami bátyját tartja de, Michael elkezdte megpróbálta lehúzni a maszkot, ami Laurie-ban szörnyű emlékeket keltett. Le akarta húzni róla de Michael megragadta majd magával rántotta, de a kötél nem tartotta meg mindkettejüket ezért lezuhantak volna de Michael megfogta az eresz csatorna szélét, közben beleszúrta kését Laurie hátába. Húga megígérte neki hogy találkoznak a pokolban ekkor Michael kihúzta a kést Laurie hátából aki lezuhant. Michael ezzel befejezte élete küldetését.